# Буцик, Андрей Калистратович
Андре́й Калистра́тович Бу́цик (4 (17) июля 1906 год — 25 декабря 1984) — советский историк и педагог. Кандидат исторических наук (1947), профессор (1964), декан исторического факультета Киевского государственного университета им. Т. Г. Шевченко (1952—1954).

## Биография
Родился в селе Вишняки, Хорольский уезд (ныне Хорольский район (Полтавская область)) в крестьянской семье. В 1928—1930 годах учился в педагогическом техникуме в Великих Сорочинцах. Окончив техникум, в 1930—1932 годах работал директором семилетней школы в Миргороде, в 1932—1933 годах преподавал социально-экономические дисциплины в Хорольском техникуме сельской механизации.
В сентябре 1933 года приехал в Киев на учёбу в университет. В 1935 году окончил Киевский университет. Работал пропагандистом на разных предприятиях Киева. В 1938—1941 годах был аспирантом кафедры истории СССР Киевского университета. В 1938 году одновременно начал преподавательскую деятельность на историческом факультете Киевского университета, которому посвятил 40 лет жизни.
Участник Великой Отечественной войны, защищал Киев. Воевал на Юго-Западном, Воронежском и Западном фронтах. Награждён пятью медалями.
После демобилизации из армии восстановился в аспирантуре (учился в 1945—1946 годах). В 1947 году защитил кандидатскую диссертацию «Крестьянское движение на Киевщине в революции 1905—1907 гг.».
После войны далее работал в Киевском университете: с 1948 года — старший преподаватель, с 1949 года — доцент, с 1968 года — профессор кафедры истории СССР. В 1952—1954 годах был деканом исторического факультета.
Читал нормативный курс истории России второй половины XVIII — первой половины XIX веков, спецкурсы «Движение декабристов», «Общественно-политическое движение России в первой половине XIX века».
Как отмечает Григорий Казмирчук, лекции Буцика были содержательные и обстоятельные, лектор пользовался заслуженным уважением у студентов и коллег, практические занятия проводились в форме острых дискуссий, эмоционально.
Исследовал социально-экономические, общественные проблемы по истории Украины и России. Опубликовал 44 работы. Автор нескольких пособий для студентов исторического факультета.
Умер на 79-м году жизни 25 декабря 1984 года. Похоронен на Байковом кладбище Киева (участок № 50).

## Труды
- Вітчизняна війна 1812 року і крах Наполеонівської імперії. — К., 1959. — 88 с.
- Великий патріотичний подвиг. (Участь українського народу у Вітчизняній війні 1812 року). — К., 1962.
- Петрашевці. — К., 1962. — 92 с.
- Суспільно-політичний рух в Росії у 30—50 роках XIX ст.: Посібник для вчителів. — К., 1964. — 260 с.
- Селяни і селянський пролетаріат Київщини в третій революції. — К., 1976. — 120 с.